# Ziemia Kempa

Ziemia Kempa, sektor Australijskiego Terytorium Antarktycznego

Ziemia Kempa (ang. Kemp Land) – region Antarktydy Wschodniej pomiędzy Ziemią Enderby a Ziemią Mac Robertsona.
Wybrzeże tej ziemi nosi nazwę Wybrzeża Kempa i rozciąga się od Zatoki Edwarda VIII, oddzielającej je od wybrzeża Ziemi Enderby (56°25′E), do zatoki William Scoresby Bay (59°34′E), za którą znajduje się Wybrzeże Mawsona. Przylega do niego Morze Wspólnoty. Zostało nazwane na cześć Petera Kempa, brytyjskiego kapitana i łowcy fok, który odkrył stały ląd w tym rejonie w 1833 roku.